# Hydraena turrialba
Hydraena turrialba är en skalbaggsart som beskrevs av Perkins 1980. Hydraena turrialba ingår i släktet Hydraena och familjen vattenbrynsbaggar. Inga underarter finns listade i Catalogue of Life.